# 箱根登山鉄道ケ形客車
箱根登山鉄道ケ形客車（はこねとざんてつどうケがたきゃくしゃ）は、箱根登山鉄道（現：小田急箱根）が同社鋼索線の1921年（大正10年）開業時に導入したケーブルカー車両。鋼索線における初代車両にあたる。

## 概要・運用
1921年12月1日に開通した鋼索線用に、線路や巻き上げ機などの施設や機材と共にスイスから輸入した木造車両。車体は扉がないオープンデッキとなっており、運転台部分にも窓は設置されていなかった。車体は中央部に吹き抜けの荷物室が備わっており、それを境に山上側に並等座席が、山下側に特等座席が設置されていた。塗装は鉄道線のチキ1形と同じものであった。
関東大震災に伴う運行休止期間を含め20年以上に渡って使用されたが、鋼索線が第二次世界大戦中の不要不急線に指定された結果1944年（昭和19年）2月10日に休止され、本形式も運行を停止した。終戦後、路線は1950年（昭和25年）に再開したが、それ以降は2代目にあたるケ1形が用いられている。